# Knollwood, Texas
Knollwood là một thành phố thuộc quận Grayson, tiểu bang Texas, Hoa Kỳ. Năm 2010, dân số của xã này là 226 người.

## Dân số
- Dân số năm 2000: 375 người.
- Dân số năm 2010: 226 người.